# Кочівники (фільм)
Кочівники (англ. Nomads) — американський трилер 1986 року

## Сюжет
Французький вчений-антрополог Жан Шарль Помье, що довгі роки поневірявся в наукових експедиціях на півночі, і його дружина Ніки оселилися в Лос-Анджелесі. Не встигли вони розпакувати речі і порадіти, нарешті, принадам цивілізованого життя, як Жана почала переслідувати банда панків. Проте це були не просто маргінали в шкірі, ланцюгах і на мотоциклах, а злі духи північних народів, що прийняли людську подобу. І мета у них куди більш страшна і жорстока, ніж жалюгідне життя одного вченого.

## У ролях
- Пірс Броснан — Жан Шарль Помье
- Леслі-Енн Даун — Флекс
- Анна Марія Монтичеллі — Нікі
- Адам Ент — номер один
- Мері Воронов — Дансінг Мері
- Гектор Меркадо — кінський хвіст
- Джозі Коттон — срібне кільце
- Френк Даблдей — Бритва
- Джині Еліас — Кессі
- Ніна Фош — агент нерухомості
- Дж. Джей Сандерс — Корт
- Алан Аутрі — Олдс
- Дана Челетті — черговий
- Френсіс Бей — Бертріл
- Джунеро Дженнінгс — працівник бензоколонки
- Аніта Джессі — медсестра
- Атан Каррас — менеджер квартири
- Джозі Бодрі — медсестра
- Фредді Дьюк — медсестра
- Рід Морган — поліцейський
- Пол Ансельмо — поліцейський в квартирі
- Каріо Салем — Schacter
- Гейл Венс — медсестра
- Гелен Вік — медсестра
- Джон Видор — малюк в парку
- Тім Воллес — стажер
- Майкл Грегорі — поліцейський в квартирі
- Тед Ньюджент
- Елізабет Расселл — Кеті